# 허동수
허동수(許東秀, 1943년 7월 13일 ~ )는 GS칼텍스 명예회장이자, 학교법인 연세대학교 이사장이다.

## 약력
경상남도 진주 지수면 승산리 김해 허씨 집성촌 출신. 서울 보성중학교, 보성고등학교를 거쳐 1966년 연세대학교 화학공학과를 졸업하였다. 미국 위스콘신 대학교 대학원에서 화학공학 석사와 박사학위를 취득한 뒤 쉐브론 연구원으로 일하다 1973년 GS칼텍스 입사했다. 1994년부터 1997년까지 GS칼텍스 사장. 2002년부터 GS칼텍스 대표이사 회장을 지내면서 이른바 'Mr. 오일맨'으로 불리는 등 세계적인 석유화학 CEO가 되었다.    

## 학력 및 병역사항
- 1954~1957 보성중등학교 졸업
- 1957~1960 보성고등학교 졸업
- 1960~1966 연세대학교 공과대학 졸업(화학공학 학사)
- 1961~1963 육군병장 만기제대
- 1966~1968 미국 위스콘신대학교 대학원 졸업(화학공학 석사)
- 1968~1971 미국 위스콘신대학교 대학원 졸업(화학공학 박사)

## 경력사항
- 1971  쉐브론 연구소 연구원
- 1973  GS칼텍스㈜ 입사
- 1978  GS칼텍스㈜ 상무, 생산
- 1984  GS칼텍스㈜ 전무, 기획ㆍ기술ㆍ건설
- 1987  GS칼텍스㈜ 부사장, 종합기획ㆍS&Tㆍ생산
- 1991  GS칼텍스㈜ 수석부사장
- 1994  GS칼텍스㈜ 대표이사 사장
- 1998  GS칼텍스㈜ 대표이사 부회장
- 2002  GS칼텍스㈜ 대표이사 회장
- 2013  GS칼텍스㈜ 및 GS에너지㈜ 이사회 의장, 회장
- 2016~ GS칼텍스㈜ 명예회장(現)

## 대외경력
- 1994~1995  대한석유협회 회장
- 2001~2014 한국기원 이사장
- 2002~2016 지속가능발전기업협의회(KBCSD) 회장
- 2006~2016  재단법인 GS칼텍스재단 이사장
- 2010~      중국 산동성정부 경제자문고문(現)
- 2011~2014  한국과학기술원(KAIST) 이사
- 2012~      한-UAE 경제협력위원장(現)
- 2013~2014  대한바둑협회 회장
- 2014~      한국기원 명예총재
- 2013~2015  미국 위스콘신대학교 재단 이사
- 2014~2018  사회복지공동모금회 회장
- 2015~      사회복지법인 동행복지재단 대표이사(現)
- 2017~      학교법인 연세대학교 이사장(現)
- 2020~      재단법인 허지영 장학재단 이사장(現)

## 상훈
- 1985       산업포장
- 1995       동탑산업훈장
- 2000       금탑산업훈장
- 2003       에너지산업대상
- 2005       국민훈장 무궁화장
- 2007       인촌상
- 2012       250억불 수출의 탑
- 2012       금관문화훈장
- 2018       한국의 경영자상
- 2023       대한민국 기업가 명예의 전당 헌액

## 가족 관계
증조부는 지산정(止愼亭) 허준(許駿, 1844-1932)으로 선공감감역을 지낸 뒤 1886년 사마시에 합격하여 진사가 되었고 1903년 비서원승(秘書院丞)을 지냈다. 경상남도의 이름난 만석꾼으로서 지역사회 구휼 활동은 물론 구인회, 이병철, 조홍제 등이 졸업한 지수초등학교 부지 제공에 힘썼으며 독립운동의 자금줄 역할을 했던 백산상회 설립에 참여하였다. 
조부는 LG그룹 공동창업주 효주(曉州) 허만정(許萬正, 1897-1952)으로 허준의 차남인데, 역시 독립운동을 지원했으며 진주여고를 설립하기도 했다. 구인회와 함께 LG 및 GS가의 효시이다. 
허만정의 원배(元配)는 초계 정씨로 참봉 정연기(鄭演祈)의 여식이다. 슬하에 5남을 두었다. 원배가 1938년 별세한 뒤 계배(繼配) 진주 하씨 하위정을 맞이하였고 슬하에 3남을 두었다.
아버지 허정구는 허만정의 장남으로 GS그룹의 장손으로서 삼성그룹을 공동 창업하였고 삼양통상의 회장을 지냈다. 
어머니는 여주 이씨로 경주 양동 회재 이언적의 후손이다. 
- 증조부 : 허준(許駿, 1844년 ~ 1932년) - 진사, 선공감 감역, 비서원승, 백산상회 설립
  - 조부 : 허만정(許萬正, 1897년 ~ 1952년) - LG그룹 공동창업주, GS그룹 효시
  - 조모 : 초계 정씨(1895년 ~ 1937년) 부(父) 참봉 연기(演祈), 슬하 5남
  - 조모 : 진주 하씨(1916년 ~  )
    - 아버지 : 허정구(許鼎九, 1911년 ~ 1999년) - GS그룹 창업주, 삼성그룹 공동창업주, 삼양통상 회장
    - 어머니 : 여주 이씨 이행좌(李幸佐, 1917년 ~ 2004년), 부(父) 석련(錫璉) 
      - 형 : 허남각(許南珏, 1938년 ~ 2025년 ) - 삼양통상 회장
      - 매 : 허영자(許永子) - 벽산 그룹 회장 김희철과 결혼
      - 제 : 허광수(許光秀, 1949년 ~ ) - 삼양인터내셔널 회장
      - 배우자 : 광산 김씨 김자경(金紫卿, 1945년 ~), 동양물산 김선집(金善集, 1919년 ~ 2008년) 회장 장녀
        - 장남 : 허세홍(1969년 ~ ) - GS칼텍스 대표이사 사장, 휘문고, 연세대 경영학과 졸업
        - 차남 : 허자홍(1972년 ~ ) - H-Plus홀딩스 대표